# Kalayaan (Palawan)
Kalayaan (literalmente en filipino, "la libertad") es una municipalidad de 5.ª clase en la provincia de La Paragua, Filipinas. De acuerdo con el censo del año 2000, tiene una población de 223 personas en 12 viviendas.
Kalayaan está compuesto por solo un barangay, Pag-asa. Esta isla tiene una pista de aterrizaje de 1,3 kilómetros, usada tanto por militares como por civiles. La mayor parte de los habitantes son pescadores. La población civil es el resultado de los esfuerzos del gobierno filipino de poblar Kalayaan. Una vez al mes, un barco de la marina filipina viaja a la isla para entregar provisiones de distinto tipo. La isla tiene una planta de filtrado de agua, generadores eléctricos, estaciones climáticas y una torre de comunicaciones construida por la empresa Smart Communications. Esta isla es reclamada por Vietnam y otros países.
El gobierno municipal de Kalayaan está llevando a cabo nuevos proyectos para promover el turismo en la isla.
- Datos: Q111495
- Multimedia: Kalayaan, Palawan / Q111495

1. ↑  Worldpostalcodes.org, código postal n.º 5322.